# Demolizione selettiva
La demolizione selettiva o strip out è una strategia di demolizione che separa i rifiuti per frazioni omogenee orientata verso il riciclo dei materiali.
È un metodo di demolizione ancor oggi poco praticato perché comporta costi elevati dovuti al massiccio impiego di mano d'opera.
Una demolizione selettiva può essere orientata al fine di separare elementi riusabili da elementi non riusabili e per allontanare dai rifiuti da demolizione sostanze inquinanti.
La demolizione selettiva generalmente suddivide i rifiuti in:
- componenti riusabili;
- legno;
- ferro;
- vetro;
- metalli;
- plastica;
- rifiuti di natura lapidea.

Per ottenere un prodotto di qualità è sempre necessario ricorrere ad impianti in grado di separare i materiali non inerti e le frazioni leggere.
I prodotti della demolizione selettiva possono essere di diverse categorie:
- Componenti o elementi riutilizzabili tali e quali;
- Componenti o elementi reimpiegabili con funzioni differenti da quelle di origine;
- Materie prime seconde (MPS) reimpiegabili come materiale uguale a quello d'origine dopo processi di trattamento, ma con diversa funzione e forma;
- MPS diverse dal materiale d'origine per forma e funzione, reimpiegabili dopo processi di trattamento come materiale diverso da quello d'origine.

Ad esempio, se consideriamo come elemento originario una lastra di calcestruzzo armato, seguendo lo schema dato, esso può essere trasformato in:
- Un parapetto prefabbricato (stessa funzione, stesso materiale, stessa forma);
- Lastre di pavimentazione per pista ciclabile e pedonale (diversa funzione, stesso materiale e stessa forma);
- Inerte per conglomerato (diversa funzione, stesso materiale, diversa forma);
- Inerte sciolto per sottofondi (diversa funzione, diverso materiale, diversa forma).

## Vantaggi della demolizione selettiva[3]
La demolizione selettiva offre numerosi vantaggi per chi desidera rinnovare o trasformare un edificio:
- Ottimizzazione degli Spazi: La rimozione degli elementi non strutturali libera spazio per i nuovi interventi;
- Riduzione dell’Impatto Ambientale: Grazie al recupero e al riciclo dei materiali, il nostro approccio minimizza i rifiuti e tutela l’ambiente;
- Aumento del Valore Immobiliare: Preparare un edificio per nuove destinazioni d’uso può aumentare significativamente il suo valore;
- Bonifica passività ambientale.